# Gonioctena quinquepunctata
Gonioctena quinquepunctata es una especie de insecto coleóptero de la familia Chrysomelidae.
Fue descrita científicamente en 1787 por Fabricius.